# Доњи Оштрц
Доњи Оштрц је насељено место у општини Жумберак, до нове територијалне организације у саставу бивше општине Јастребарско, у Загребачкој жупанији, Хрватска.

## Географски положај
Налази се на надморској висини од 270 метара. Село је смештено 4 километра југозападно од Костањевца, седишта општине.

## Историја
У урбару из 1830. године стоји да је то „село са 16 кућа и 201 становником међу којима су 8 гркосједињени (унијати), а остало римокатолици. Делови села су и засеоци: Барони, Бучари, Доњи Маховљићи, Гарапићи, Горники, Крајачићи, Радељи, Рајаковићи и Станишићи. "

## Привреда
Привредна основа насеља је: пољопривреда, сточарство, виноградарство и шумарство.

## Становништво

### Број становника по пописима
| Националност   | 2001. | 1991. | 1981. | 1971. | 1961. | 1953. | 1948. | 1931. | 1921. | 1910. | 1900. | 1890. | 1880. | 1869. | 1857. |
| бр. становника | 101   | 161   | 201   | 307   | 396   | 419   | 590   | 416   | 395   | 410   | 410   | 416   | 383   | 336   | 298   |

### Национални састав
| Националност       | 1991.        | 1981.        | 1971.      | 1961.      |
| Хрвати             | 159 (98,75%) | 199 (99,00%) | 307 (100%) | 396 (100%) |
| Срби               | 0            | 0            | 0          | 0          |
| Југословени        | 0            | 1 (0,49%)    | 0          | 0          |
| остали и непознато | 2 (1,24%)    | 1 (0,49%)    | 0          | 0          |
| Укупно             | 161          | 201          | 307        | 396        |

## Црква
У селу се налази римокатоличка жупна црква „Свете Марије Магдалене“, Јастребарски деканат Загребачке надбискупије. Жупа је основана 1827. године.